# Intyerbol–1
Az Intyerbol–1 (oroszul: Интербол–1) angol elnevezéssel Interball–1, vagy más megnevezés szerint Prognoz–11 orosz SZO–M2 típusú tudományos műhold, melyet az Intyerbol program keretében indítottak a napszél és a magnetoszféra kölcsönhatásának tanulmányozására. Az Intyerbol–1 a magnetoszféra Naptól távol eső része, a megnetofarok, míg párja, az Intyerbol–2 a sarki fény keletkezési zónájának tanulmányozását végezte.

## Küldetés
A műholdat az NPO Lavocskin vállalat tervezte és építette SZO–M2, vagy más jelzéssel Prognoz–M2 típusú műholdat, mely a Prognoz sorozathoz használt SZO–M típusú műholdakon alapul. Gyártási sorozatszáma 512.
A Magion–4 1995. augusztus 3-án, indítás után 9 óra 21 perccel levált az Intyerbol–1-ről, önálló feladatokat hajtott végre.
Aktív szolgálati idejét 2000. október 16-án 5 év 21 nap után befejezve,  a Föld légkörébe érve elégett.

## Jellemzői
1995. augusztus 2-án a Pleszeck űrrepülőtérről egy Molniya–M hordozórakétával indították Föld körüli pályára. Az Intyerbol–1 volt a Magion–4 hordozó egysége, parkolópályájának alapadatai: indulópályája 91,6 órás, 63,82 fokos hajlásszögű, az elliptikus pálya perigeuma 506 kilométer, apogeuma 193 064 kilométer volt. Szolgálati ideje alatt 172 alkalommal változtatott  pályaelemet. Energiaellátását akkumulátorok és napelemek összehangolt egysége biztosította. Hasznos tömege 1250 kilogramm.
A tudományos felszerelések – 22 műszer volt beépítve – készítésében  a  következő országok vettek részt: Csehország, Európai Űrügynökség (ESA), Finnország, Franciaország, Kanada, Kuba, Németország, Magyarország, Lengyelország, Románia és Svédország.